# 杨和街道
杨和街道，是中国宁夏回族自治区银川市永宁县下辖的一个乡镇级行政单位。

## 行政区划
杨和街道共辖以下地区：
建设居委会、利民居委会、胜利居委会、团结居委会、东环居委会、南环居委会、王太村、惠丰村、杨和村、永红村、观桥村、纳家户村、东全村、南北全村、旺全村、红星村、农作物研究所生活区。